# Gonzales, Texas
Gonzales är administrativ huvudort i Gonzales County i den amerikanska delstaten Texas med en yta av 13,2 km² och en folkmängd som uppgår till 7 202 invånare (2000). Gonzales grundades 1826 som en av de första bosättningarna för engelskspråkiga invandrare i Texas, den första av sitt slag väster om Coloradofloden i Texas.

## Kända personer från Gonzales
- Jerry Hall, fotomodell